# 上海中心
上海中心（上海タワー、上海中心大厦、上海中心大厦、拼音: Shànghǎi Zhōngxīn Dàshà、英語: Shanghai Tower）は中華人民共和国上海市浦東新区に位置する超高層建築物である。2008年11月29日に着工し、2016年3月12日に完工した。
高さは632mで、中国で最も高い超高層ビルであり、世界でもブルジュ・ハリファ (828m) 、ムルデカ118（678.9m）に次ぐ高さの超高層ビルである（塔も含む建造物全体では、2m高い東京スカイツリーに次ぐ4番目の高さ）。

## 建設地
上海中心は、浦東新区の陸家嘴金融貿易区の、東泰路・銀城中路・花園石橋路・陸家嘴環路に囲まれた街区（Z3-2地区、以前は陸家嘴ゴルフ練習場のあった場所）に建設された超高層ビルであり、陸家嘴金融貿易区にある3棟の超高層ビルの一つ。他は1998年に完成したジンマオタワーと、2008年に完成した上海環球金融中心である。ジンマオタワーは上海中心の北隣、上海環球金融中心は上海中心の東隣にある。

## デザイン

### 設計競技
設計に当たり、発注主の陸家嘴集団は建築設計競技（コンペ）を行った。一次コンペではアメリカのスキッドモア・オーウィングズ・アンド・メリル (SOM) やコーン・ペダーセン・フォックス (KPF)、中国の上海現代建築設計集団など名だたる設計事務所が参加した。2008年初頭の三次コンペにはアメリカのゲンスラー社による「龍型」のビル案と、イギリスのノーマン・フォスター率いるフォスター・アンド・パートナーズの「尖頂型」のビル案が残ったが、2008年6月にゲンスラー社の案が勝利した。

### デザインの特徴

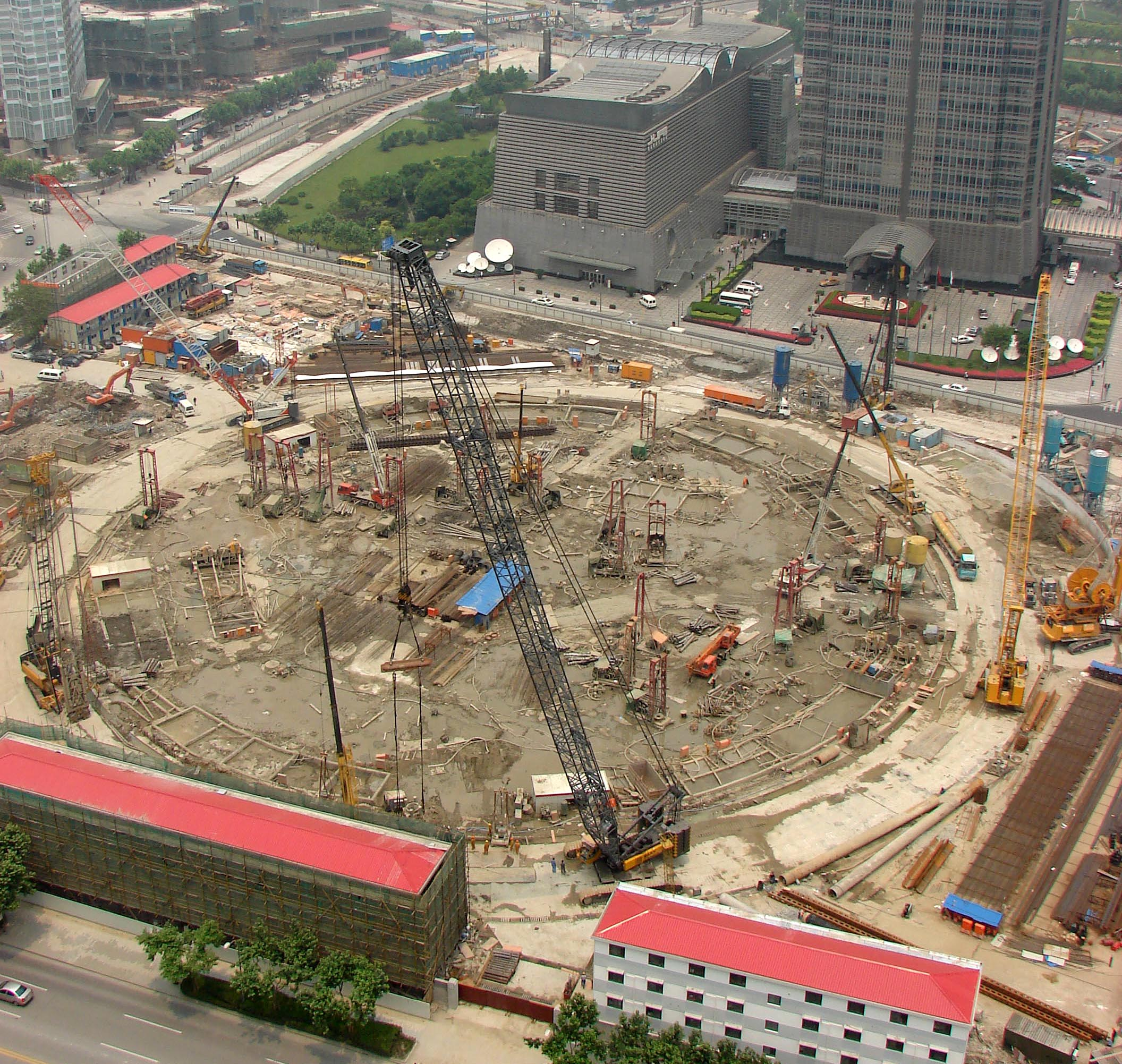
南側から建設予定地を見下ろす（2009年6月）。右後方は金茂大廈

ゲンスラー社の案はガラス・カーテンウォールで外側を覆われたビルが螺旋状にねじれながら高くなってゆくという案である。構造は、9つの円柱状の建物が垂直に積み重なった状態であり、さらにこれらを二重のガラスのファサードが覆っている。内側のガラス・カーテンウォールが建物を囲み、外側のガラス・カーテンウォールが螺旋状に上昇するように全体を覆っている。内側と外側のガラス・カーテンウォールの間には、地表から上層階まで異なる高さに9つのアトリウム（吹き抜けの空間）があり、上海市民に開放される。またタワーの下部には商業施設やイベントスペースなどが設けられる。最上部には展望台があり、世界で最も高い外気に露出した展望台となる。ゲンスラーのデザイン監督であるマーシャル・ストラバラ (Marshall Strabala) は、建築ウェブサイトの E-Architect.co.uk の取材に対して、上海中心のデザインは「中国のダイナミックな未来」を表現していると述べた。
上海中心のデザインは、エネルギー効率の向上や持続可能性についても考慮されている。ガラスのファサードは、ビルにかかる風圧を24%削減するように設計されており、これによってビルを支えるのに必要な資材をも減らすことができる。螺旋状にねじれたガラス壁は雨水を集められるようになっており、ビルの空調や暖房に利用される。ビルが必要とする電力の一部は風力発電でもまかなわれる。E-Architect.co.uk の取材に対して Marshall Strabala は、上海中心は高さ300メートル超の超高層ビルでは初めて二層の外壁を備えたビルになること、この特徴が魔法瓶のようにビル内部の熱や涼しさを外へ逃がさないようにできることを説明している。上海中心の建築主は、このビルが持続可能な建築物・緑の建築として、中国緑の建築協議会 (China Green Building Committee) やアメリカ緑の建築協議会 (U.S. Green Building Council, USGBC) からの認定を得ることを期待している。

### 建設状況
2008年の間、上海中心の建設予定地では建築の準備が進められた。2008年11月29日には起工式が行われた。ビルの環境影響評価も完了している。ビルの建築に当たっても、環境への負荷を軽減しエネルギーを削減する工法が取られた。

## 年表
- 2007年12月5日 - 上海中心大厦建設発展有限公司が正式に成立。
- 2008年11月29日 - 着工。
- 2009年7月1日 - 杭基礎工事が完成。
- 2010年3月24日 - 米国グリーンビルディング協会からゴールドLEED認証を取得。
- 2011年
  - 6月20日 - 100mを突破。
  - 9月28日 - 三菱電機がエレベーター106台を受注したと発表。
  - 12月6日 - 200mを突破。
- 2012年
  - 5月16日 - 300mを突破。
  - 8月2日 - カーテンウォールの設置が開始。
  - 9月13日 - 住宅都市農村建設部から「三ツ星級緑の建築設計証明書」を授与。
  - 12月 - 400mを突破。
- 2013年4月11日 - 500mを突破。
- 2014年
  - 8月3日 - 632mに到達。
  - 12月31日 - 施設建築物竣工。
- 2015年12月25日 - 分速1080m（秒速18m/時速64.8km）のエレベーターを報道陣に公開。
- 2016年
  - 3月15日 - 完工[8]。
  - 6月 - 展望台がプレオープン。
  - 7月 - 三菱電機製の分速1,230m（秒速20.5m/時速73.8km）のエレベーターが運転開始[3]。
  - 12月9日 - 上記の分速1,230mのエレベーターが、「世界最速のエレベーター」としてギネスブックの世界記録に認定されたと発表[3]。
- 2017年4月28日 - 展望台がグランドオープン。
- 2021年6月19日 - 世界で一番高いところにあるホテルと称して、「Jホテル」が開業した。ロビーは101階にあり、客室は86階～98階に計165室があり、84階にはプール、101階から120階には7つのレストランがある[16]。

## フロア構成
| 階          | 上海中心                                                   |
| ----------- | ---------------------------------------------------------- |
| 127F        | 機械室                                                     |
| 125F - 126F | 上海慧眼（重さ1000tのショックアブソーバー）                |
| 121F - 124F | 機械室                                                     |
| 120F        | レストラン                                                 |
| 118F - 119F | 展望台                                                     |
| 116F - 117F | 機械室                                                     |
| 111F - 115F | 高級オフィスフロア                                         |
| 110F        | VIPビジネスセンター                                        |
| 105F-109F   | Jホテル プレシデンタルスイート、スーパーデラックスルーム   |
| 104F        | レストラン、スパイシーハウス、VIPルーム                    |
| 103F        | テーマレストラン、高級ブティックワインセラー、宴会場       |
| 102F        | カフェテリア                                               |
| 101F        | Jホテル スカイロビー/ラウンジ、スカイバー                  |
| 99F-100F    | 機械室                                                     |
| 86F-98F     | Jホテル スタンダードルーム、デラックスルーム               |
| 85F         | スパ、フィットネスセンター                                 |
| 84F         | プール、スカイラウンジ、バー、スカイガーデン               |
| 82F-83F     | 機械室                                                     |
| 70F-81F     | オフィスフロア                                             |
| 68F-69F     | スカイロビー                                               |
| 66F-67F     | 機械室                                                     |
| 54F-65F     | オフィスフロア                                             |
| 52F-53F     | スカイロビー                                               |
| 50F-51F     | 機械室                                                     |
| 39F-49F     | オフィスフロア                                             |
| 37F-38F     | スカイロビー                                               |
| 35F-36F     | 機械室                                                     |
| 24F-34F     | オフィスフロア                                             |
| 22F-23F     | スカイロビー                                               |
| 20F-21F     | 機械室                                                     |
| 8F-19F      | オフィスフロア                                             |
| 6F-7F       | 機械室                                                     |
| 5F          | 会議室                                                     |
| 3F - 4F     | ショップ、レストラン                                       |
| 2F          | 上海中心大宴会場、高級オフィスロビー、ショップ、レストラン |
| 1F          | オフィスロビー、ホテルロビー、ショップ、レストラン         |
| B1F         | 展望台入口、ショップ、レストラン                           |
| B2F         | 地下鉄駅入口、ショップ、レストラン                         |
| B3F-B5F     | 駐車場、搬入口、機械室                                     |

### 展望台
展望台は2017年4月28日にグランドオープンした。
展望台の入場口は地下1階に設けられているが、入場後は一度エスカレーターで地下2階に降りる。エスカレーターを降りる灰色の壁には「上海之巓旅程開始」（訳：上海の頂上への旅が始まります）との文字が白く光っている。
展望台直通のエレベーターは3基稼働している。2016年7月には三菱電機が開発した分速1,230m（秒速20.5m/時速73.8km）で運転できるエレベーターの運転が開始し、地下2階から119階まで53秒で到達可能となった。2016年に世界最速のエレベーターとしてギネス認定され、2019年にCTF金融センターのエレベーターが世界最速とギネス認定されるまで世界最速であった。
3基中2基は定格速度分速1,080m（秒速18m/s）で運転し、地下2階から118階まで約55秒で走行。下降時は分速600m（秒速10m/s、東京スカイツリー・サンシャイン60と同じ速度）で運転する。

## ギャラリー

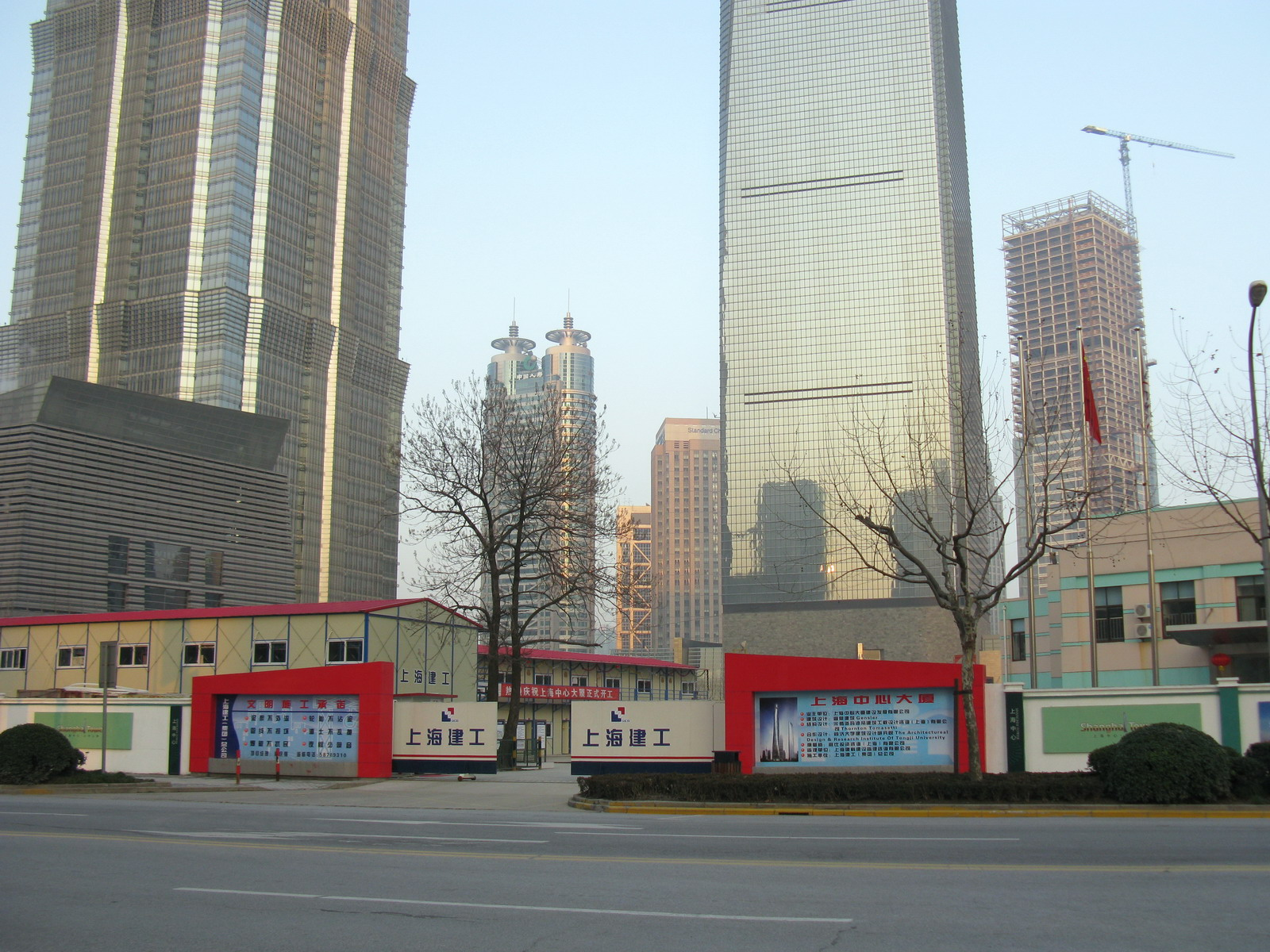
2009年2月の建設現場
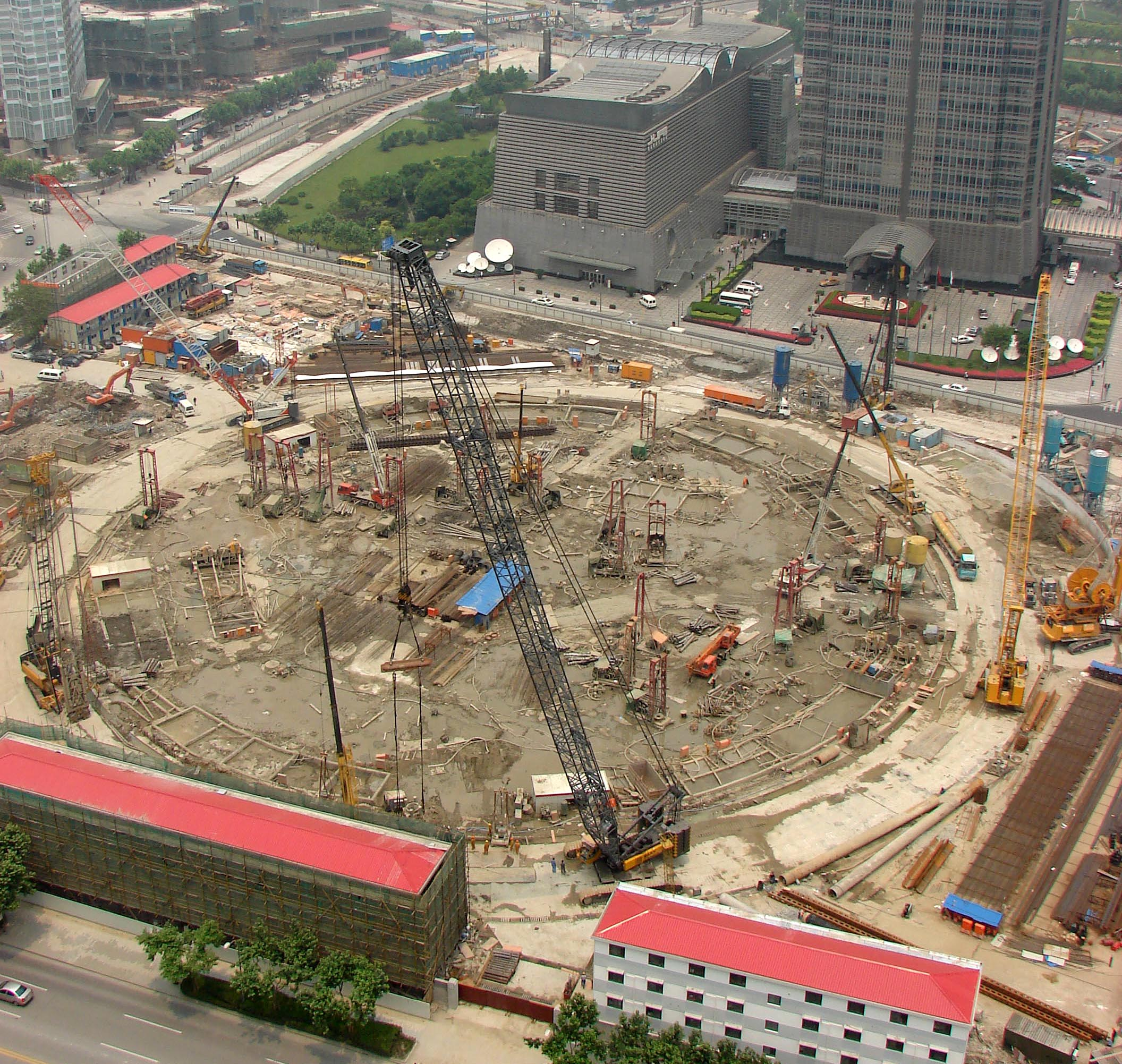
2009年6月の建設現場
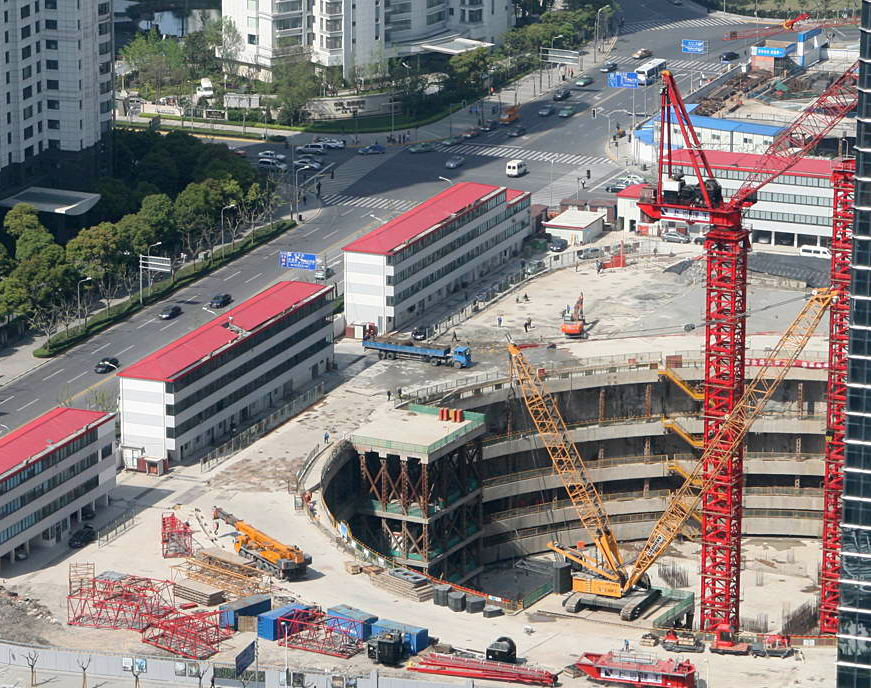
2010年4月の建設現場。赤い屋根の建物は建設作業員の仮宿舎。
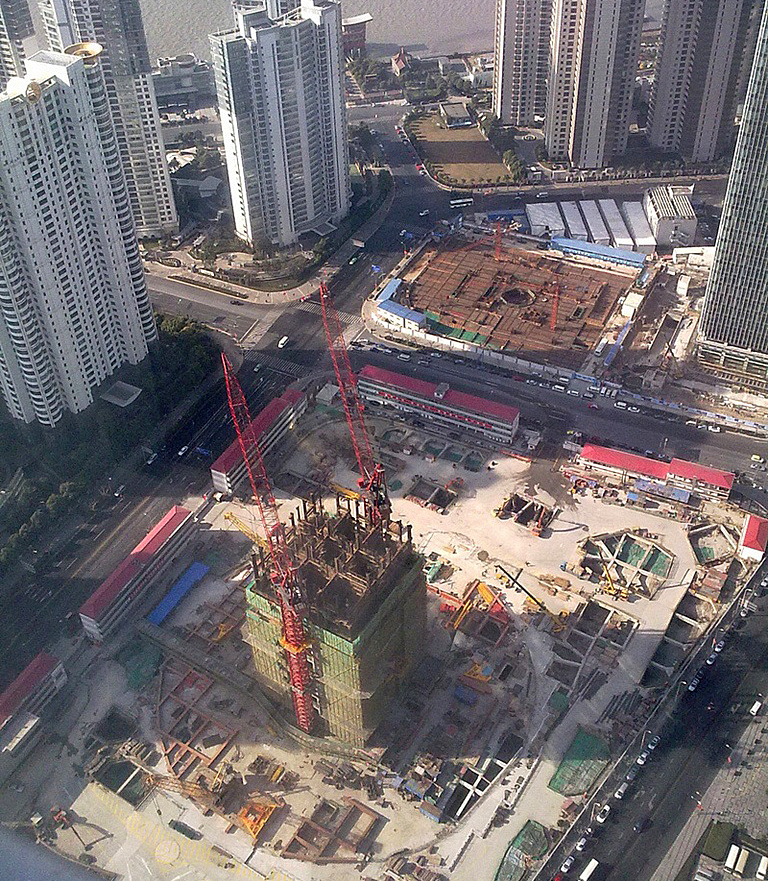
2011年1月の建設現場
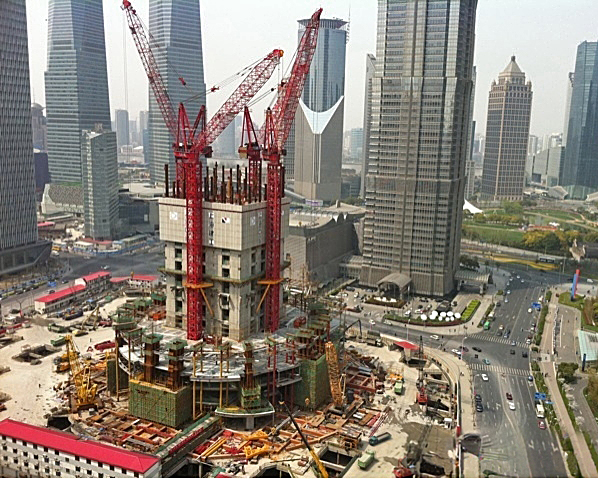
2011年4月12日の建設現場
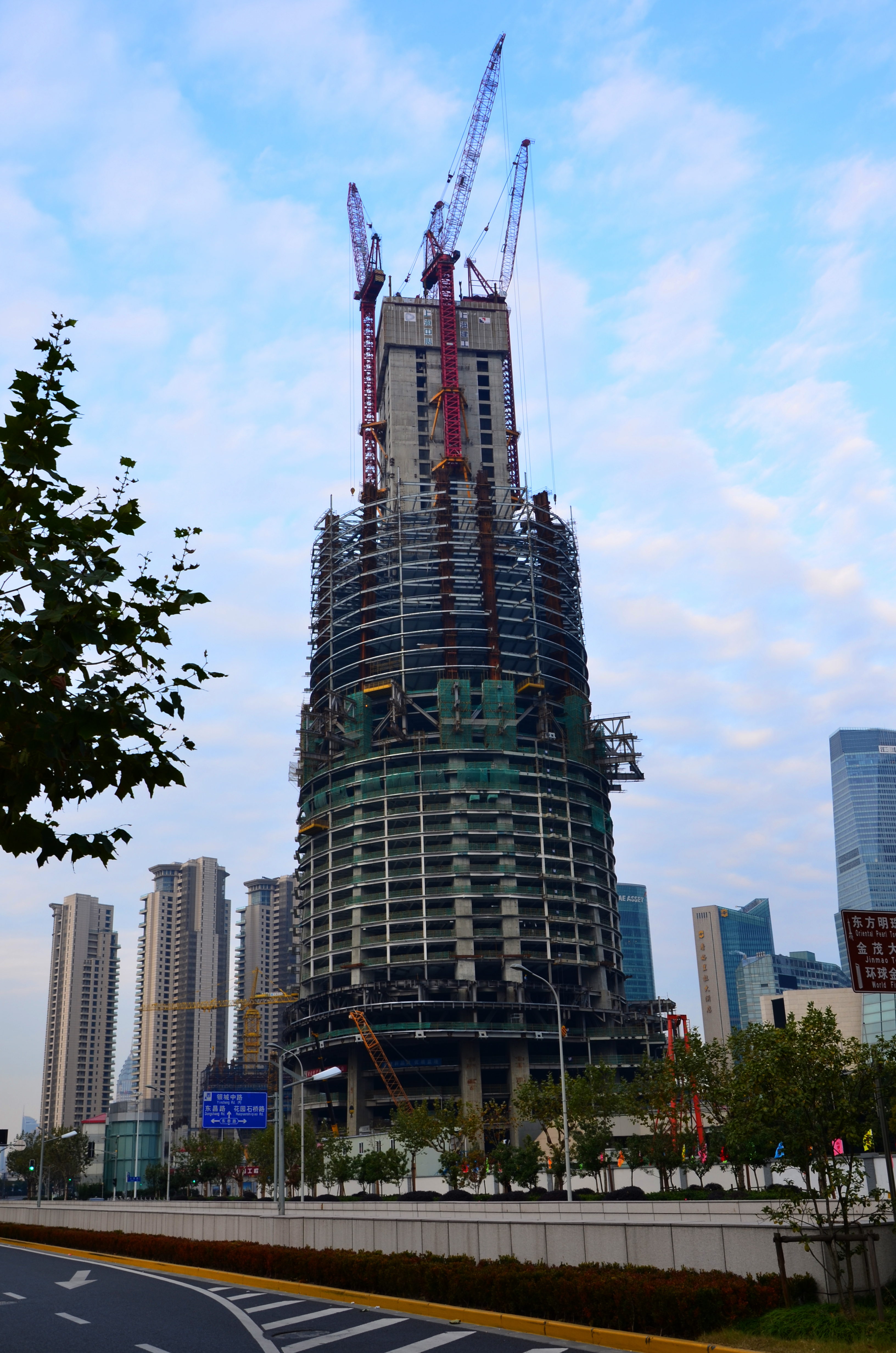
2011年12月18日の建設現場
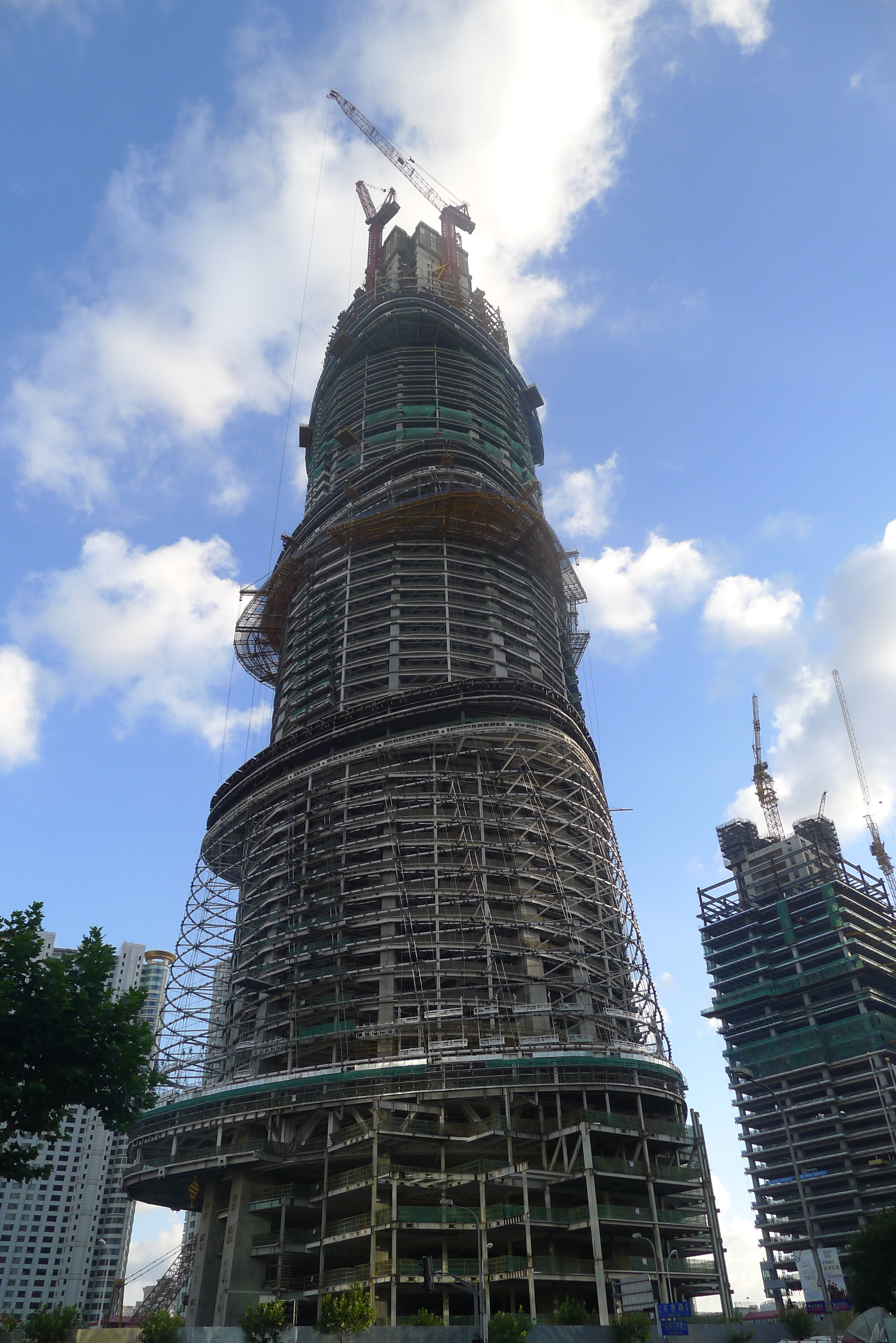
2012年7月31日の建設現場
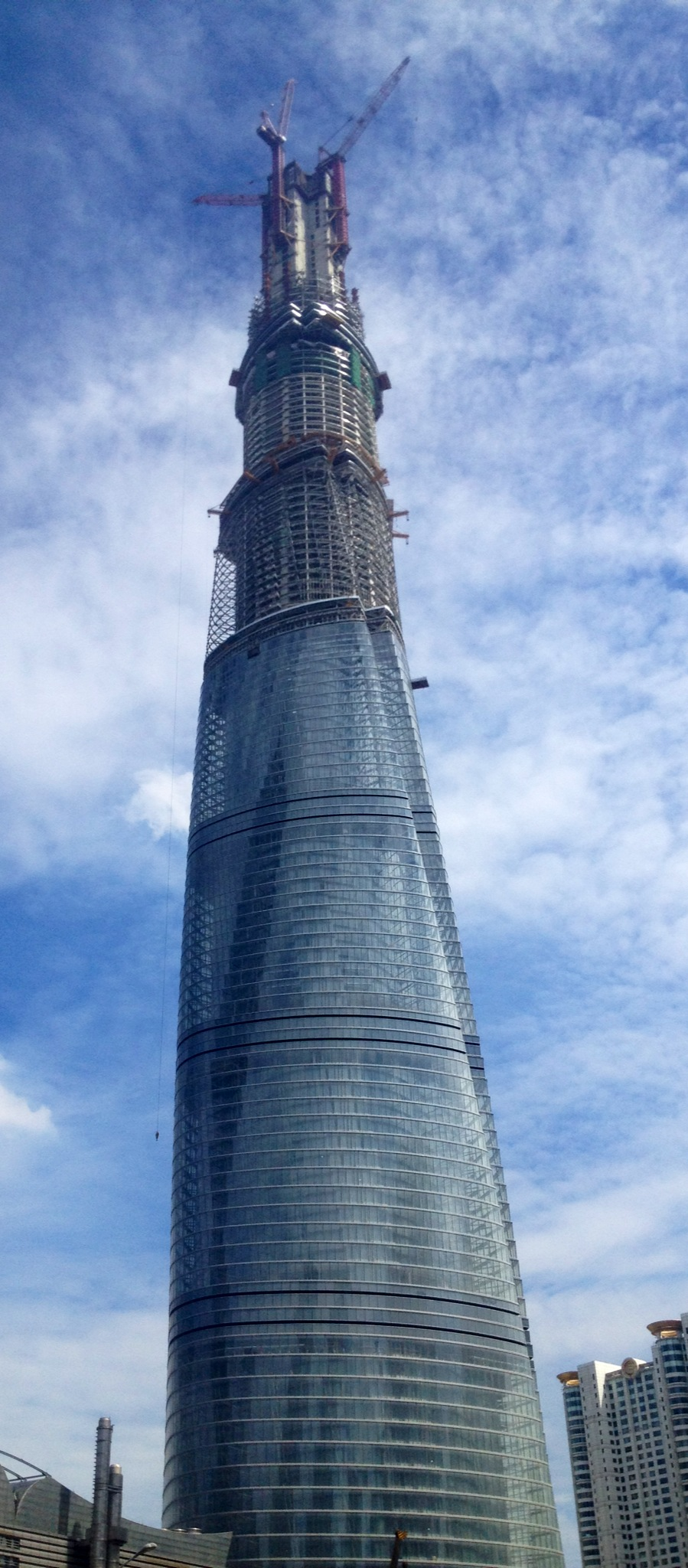
2013年8月
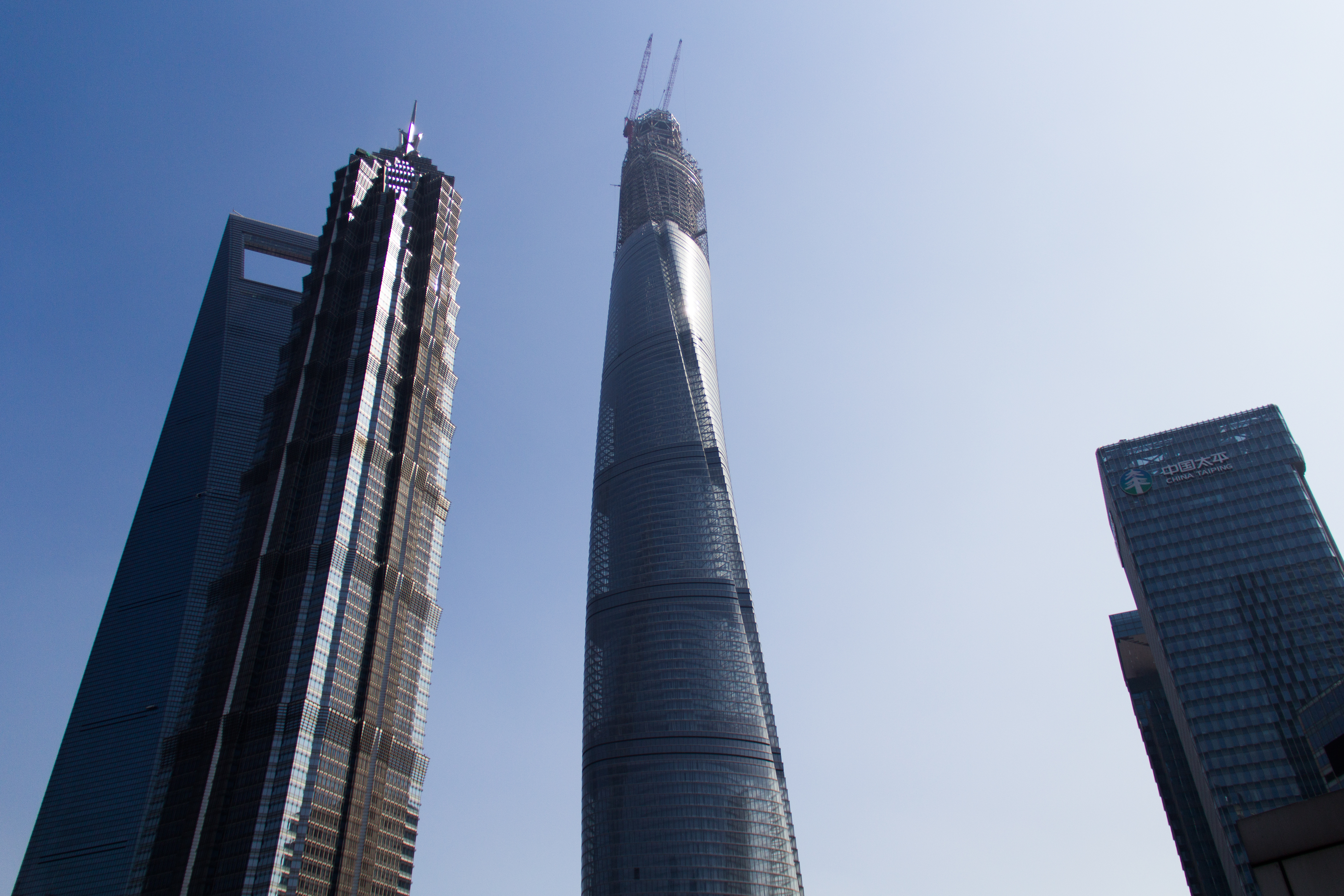
2014年3月